# Janine Wissler
Janine Wissler (Langen, 23 de mayo de 1981) es una política alemana que es diputada del Bundestag y fue presidenta de La Izquierda desde 2021 hasta 2024. Anteriormente se desempeñó como miembro del Parlamento Regional Hesiano desde 2008 y líder del grupo parlamentario de su partido desde 2009. También fue vicepresidenta federal del partido desde 2014.

## Biografía
Wissler asistió a la Escuela Dreieich Wingert de 1987 a 1991 y a la Escuela Secundaria Dreieich Ricarda de 1991 a 2001. Luego completó una licenciatura en ciencias políticas de 2001 a 2012 en la Universidad Johann Wolfgang Goethe en Frankfurt. Además de sus estudios, trabajó como vendedora especializada a tiempo parcial en una ferretería de 2002 a 2007. De 2005 a 2008 también trabajó en la oficina de circunscripción del diputado del Bundestag Werner Dreibus.
Wissler cofundó la rama hesiana del partido Trabajo y Justicia Social-La Alternativa Electoral (WASG) en 2004, y se unió a Die Linke cuando el WASG se integró en ella en 2007. En su congreso fundacional, Wissler fue elegida como uno de los 44 miembros del comité ejecutivo del partido. En las elecciones estatales de Hesse de 2008, fue una de los seis diputados del partido que resultaron elegidos al Parlamento Regional Hesiano. Conservó su escaño en las elecciones de 2009, 2013 y 2018. Fue líder adjunta del grupo parlamentario de 2008 a 2009, y luego se convirtió en colíder del grupo junto a Willi van Ooyen en febrero de 2009.
En 2011, Wissler se convirtió en líder de la rama local de Die Linke en la capital de Hesse, Frankfurt am Main. Se postuló para la alcaldía de Frankfurt am Main en las elecciones municipales de 2012 y 2018. En 2012, ocupó el quinto lugar con el 3,8% de los votos; en 2018, ocupó el cuarto lugar con el 8.8%.
Después de la renuncia de Willi van Ooyen en 2014, Wissler se convirtió en la única líder parlamentaria de su partido en el Parlamento Regional Hesiano.
Wissler es miembro de ATTAC y el sindicato Ver.di. Hasta 2020, fue miembro del grupo trotskista Marx21, que es supervisado por la Oficina Federal para la Protección de la Constitución. Fue una miembro prominente de la Izquierda Socialista, una facción socialista dentro de La Izquierda, hasta 2020.
En las elecciones estatales de Hesse de 2018, Wissler fue la candidata principal del partido junto con Jan Schalauske. El partido obtuvo un 6,3%, su mejor resultado hasta la fecha, y aumentó su presencia parlamentaria de seis a nueve diputados.
En el congreso de Die Linke de 2014, Wissler fue elegida como una de los seis líderes adjuntos federales. Recibió la mayor proporción de votos de todos los candidatos.
En septiembre de 2020, Wissler anunció su candidatura a copresidente federal de La Izquierda. Antes de presentar su solicitud, renunció a Marx21 y a la Izquierda Socialista, afirmando que era costumbre que los candidatos pusieran fin a su asociación con facciones internas. Wissler fue elegida copresidenta federal junto a Susanne Hennig-Wellsow en una conferencia del partido el 27 de febrero de 2021, y obtuvo el 84,2% de los votos emitidos. Tras la renuncia de Hennig-Wellsow en abril de 2022, Wissler pasó a ser la única presidenta del partido.
El 2 de mayo de 2021, Wissler fue anunciada como una de los candidatos principales de Die Linke para las próximas elecciones federales, junto con Dietmar Bartsch. Ella y Bartsch fueron confirmados con el 87% de los votos por el ejecutivo del partido el 9 de mayo.
El partido ganó el 4,9% de los votos en las elecciones, ubicándose por debajo del umbral electoral del 5%, pero Wissler volvió a ingresar al Bundestag en virtud de la cláusula del mandato básico, debido a que Die Linke ganó tres distritos electorales directos. Wissler se postuló en el distrito electoral de Frankfurt am Main I, ganando el 8,8% de los votos y quedando en quinto lugar. Fue elegida al Bundestag en su calidad de cabeza de lista estatal en Hesse.
El 25 de junio de 2022 fue reelegida como copresidenta de su partido, esta vez junto a Martin Schirdewan.